# 小泉産業
小泉産業株式会社（こいずみさんぎょう、英: Koizumi Sangyo Corporation）は、大阪市中央区備後町に本社を置き、照明器具や家具を製造する企業である。「コイズミ」のブランドで知られ、創業300年余。
小泉産業株式会社はホールディング会社で、事業は各連結子会社が行う。
かつては創業家小泉一族が経営したが、現在は非同族経営化している。
プロサッカーチームJ1「セレッソ大阪」のスポンサー（プラチナパートナー）である。

## 概要
1716年創業の近江商人に始まる企業で、三方よしを行動理念とする。
1943年に設立して製造業を開始する。のちに、照明器具・家具を主力商品とする。
2006年に照明・家具両事業を分社化し、小泉産業を持株会社とするグループ経営体制へ移行した。
2012年から毎年児童養護施設へ「デスク寄贈活動」を行っている。
2015年10月に関連会社の小泉成器株式会社と共有するブランドロゴを刷新し、ブランドステートメントとして「＿違う発想がある」を制定した。
2016年に創業300周年を迎える。

### 照明事業
1957年から本格的に参入して住宅や店舗施設向け器具を開発し、住宅向けはインテリア・デザイン性の高い器具に強く、店舗施設向けは配置配光の空間提案や特注デザイン器具も制作する。家電量販店の小売よりも設計士などプロ向けに展開し、同社グループの収入源となる。
2006年にグループが持株会社化され、コイズミ照明株式会社が事業を継続している。

### 家具事業
1967年から本格的に市場参入して専ら家庭用家具を製造し、子供向け学習デスクで首位となる。
現在は新規事業として、スリープテック（睡眠、寝具）事業、プレキッズ事業にも参入している。
かつて毎年4月の入学時期に「6・3・3で12年!コイズミ学習机!」のCMを放映した。過去にテレビ東京系『ポケットモンスター』をスポンサードした。
2006年からグループが持株会社化して、コイズミファニテック株式会社が事業を継続している。

## 経営分割
従来照明器具と学習家具を運営したが、2006年4月1日から各事業に特化した会社を設立して持株会社体制へ移行し、それぞれの専門領域の中で事業を展開している。
- 持株会社: 小泉産業株式会社
- 照明事業: コイズミ照明株式会社
- 家具事業: コイズミファニテック株式会社
- 設備機器販売および施工事業：株式会社ハローリビング
- セットアップサービス事業：株式会社ホリウチ・トータルサービス
- 物流事業：コイズミ物流株式会社

## 連結子会社
- コイズミ照明株式会社
  - コイズミライティング株式会社
  - 小泉産業（香港）有限公司
    - 東莞小泉照明有限公司
    - 克茲米商貿（上海）有限公司
    - KOIZUMI LIGHTING VIETNAM CO.,LTD.
- コイズミファニテック株式会社
- 株式会社ハローリビング
- 株式会社ホリウチ・トータルサービス
- コイズミ物流株式会社

## 社屋

### コイズミ緑橋ビル

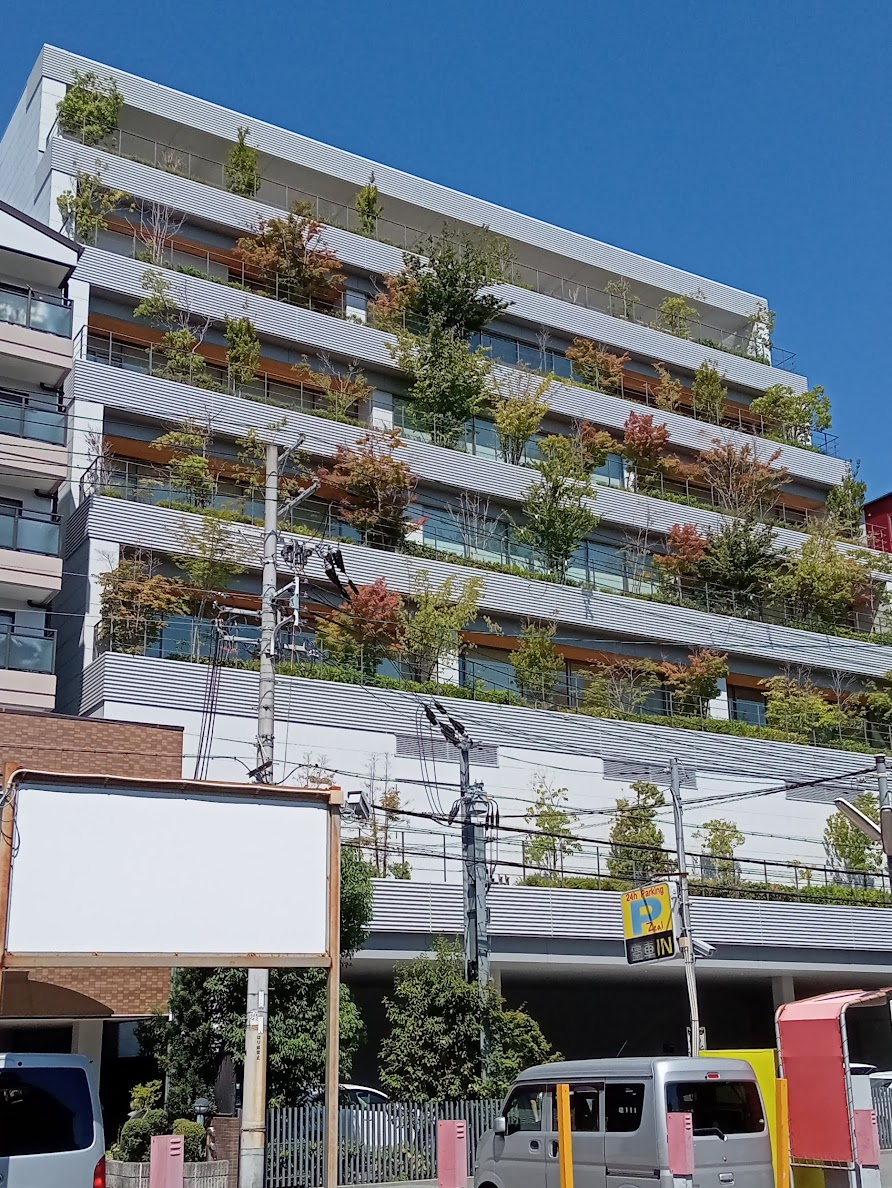
コイズミ緑橋ビル

コイズミ照明の研究開発センターである。住宅地側をセットバックした緑化バルコニーで圧迫感を軽減し、周辺地域と空、光、緑を共有する。バルコニーは集合住宅を連想させるデザインで、2層以上の全ての屋上はヤマザクラ、イロハモミジ、クスノキ、シラカシなど淀川水系に自生する多様な落葉樹と常緑の広葉樹を混植する。照明制御の国際規格DALIで照明や空調などを連動制御し、働き方に応じた快適性と省エネの両立を実現している。
- 設計・施工 - 竹中工務店[4]
- 構造/規模 - 鉄骨造/地上6階[3]
- 延床面積 - 5,225m2[3]
- 完成年月 - 2017年2月[4]
- 受賞
  - 第8回サステナブル建築賞 大規模建築部門 審査員奨励賞
  - 第31回電気設備学会賞 技術振興部門 振興賞
  - 2018年度 グッドデザイン賞
  - 第17回屋上・壁面・特殊緑化技術コンクール壁面・特殊緑化部門 都市緑化機構会長賞
  - 平成29年 照明普及賞
  - 第31回電気設備学会賞技術振興部門 振興賞
  - 第38回大阪都市景観建築賞[3]

## 関連会社
- 小泉株式会社
- 小泉成器株式会社（持分法適用関連会社）